# Улица Воровского (Владимир)
Улица Воровского — короткая, около 400 м, улица в Октябрьском районе города Владимира. Расположена в исторической части города, проходит от улицы Столетовых до Комсомольской улицы.

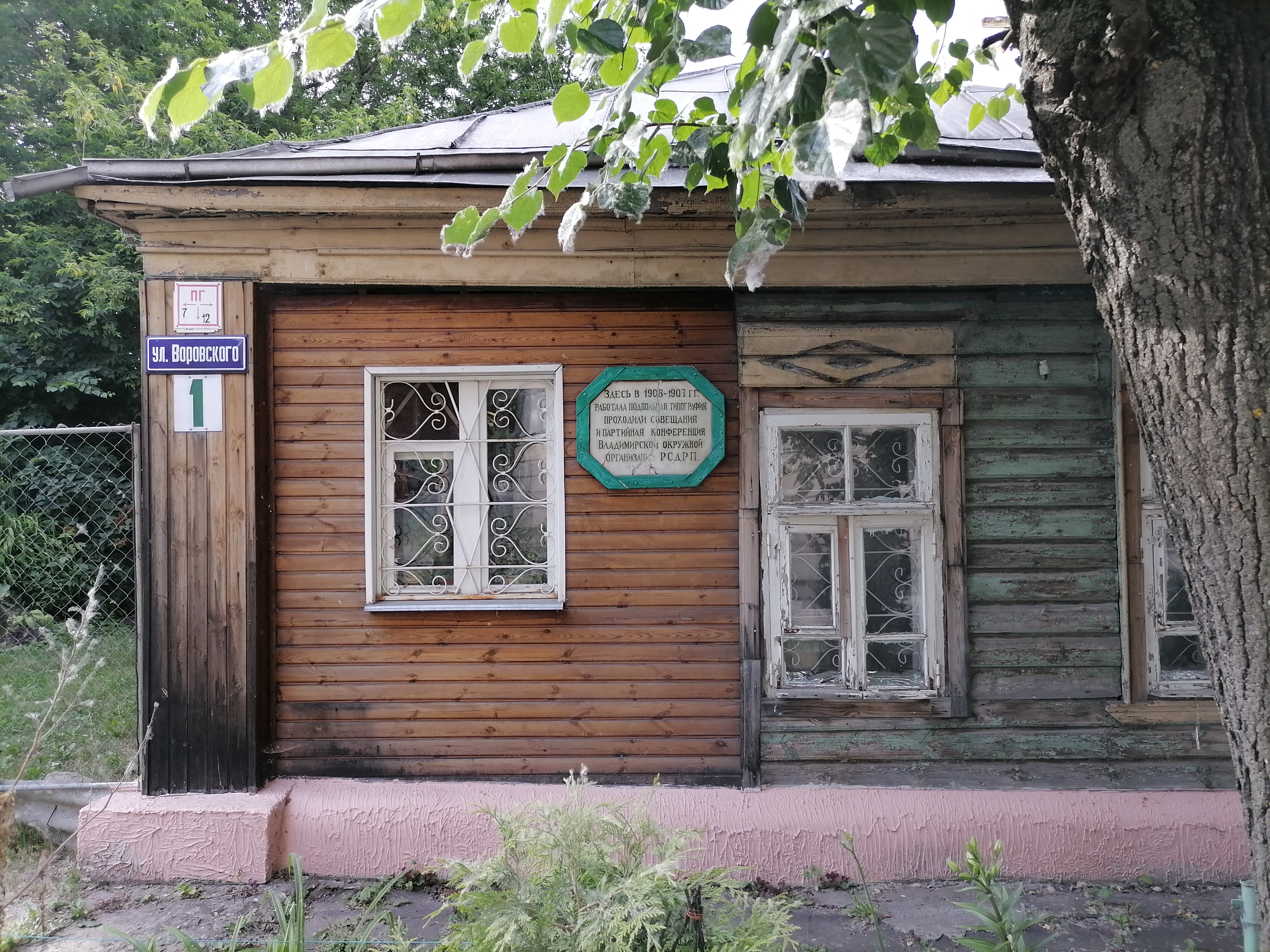
Дом Соловьёвой

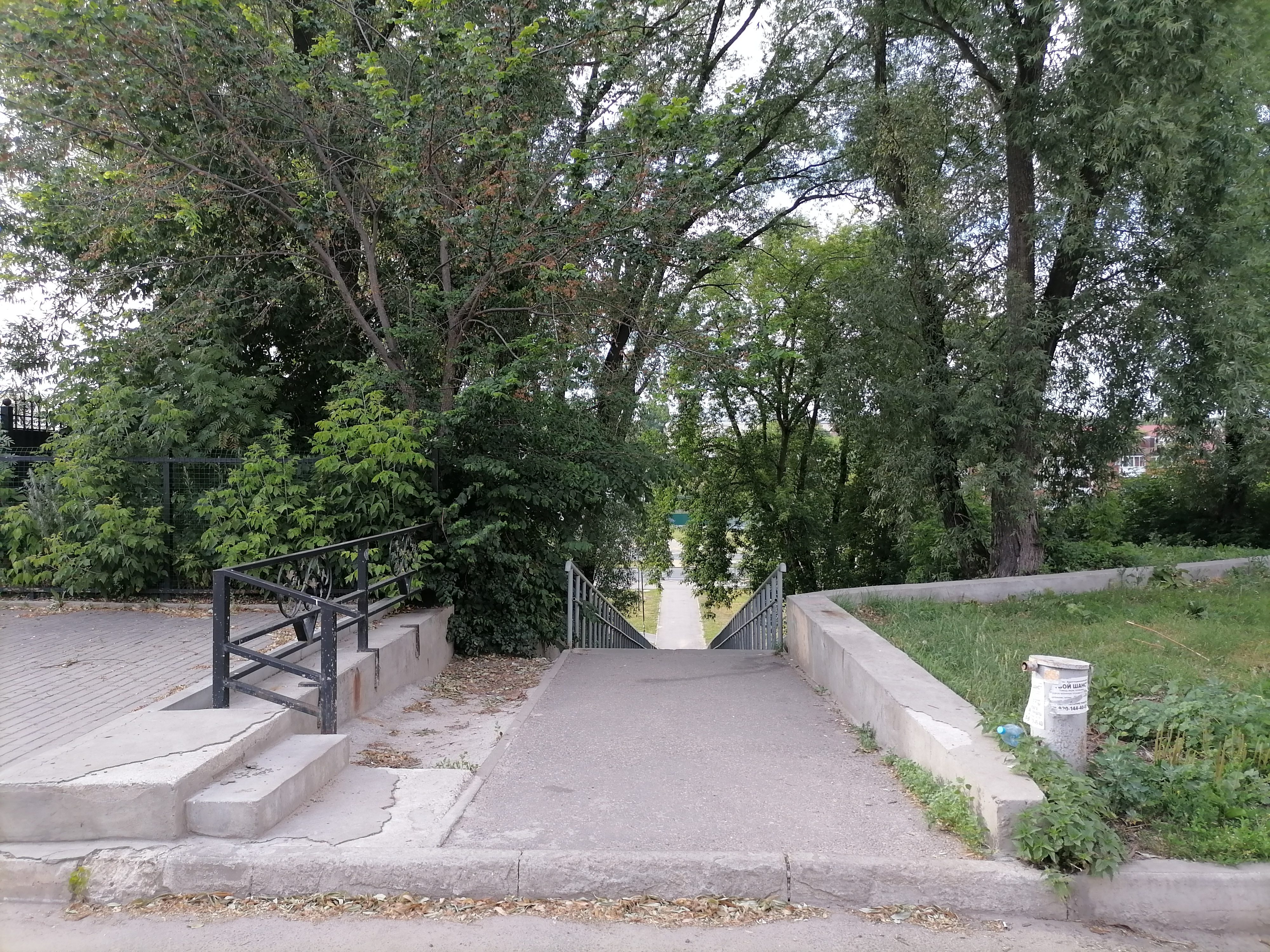
Спуск на Лыбедскую магистраль

## История
Первоначальное название — Нагорная, как у проходившей по гребню высокого берега реки Лыбедь.
На плане Владимира 1825 года застроенной указана только противоположная склону сторона, на склоне сохранялись остатки древних земляных оборонительных укреплений (Ивановский вал частично сохранился до настоящего времени). С улицы был устроен спуск к реке Лыбедь и Поцелуеву мосту через неё.
Современное название с 1923 года в честь Вацлава Вацлавовича Воровского (1871—1923), русского революционера, советского партийного и государственного деятеля, публициста, литературного критика, одного из первых советских дипломатов, посла, убитого во время проведения Лозаннской конференции представителем белой эмиграции М. Конради.
18 сентября 1991 года на 14 сессии Владимирского городского Совета народных депутатов была утверждена Программа топонимической реставрации города Владимир, в том числе список улиц, чьи исторические названия подлежат восстановлению, улица Воровского в их числе.

## Достопримечательности
д. 1 — бывший дом Соловьёвой, первая подпольная типография Владимирского окружного комитета РСДРП ().